# Croton uribei
Croton uribei är en törelväxtart som beskrevs av Léon Camille Marius Croizat. Croton uribei ingår i släktet Croton och familjen törelväxter. Inga underarter finns listade i Catalogue of Life.